# Цумадинский район
Цумади́нский район (авар. ЦӀумада мухъ) — административно-территориальная единица и муниципальное образование (муниципальный район) в составе Республики Дагестан Российской Федерации.
Административный центр — село Агвали.

## География
Цумадинский район расположен в юго-западной части Республики Дагестан, на границе с Грузией, на северных отрогах Восточной гряды Главного Кавказского хребта. Занимает территорию вдоль берега реки Андийское Койсу, посреди долин Богосского хребта и высокогорных вершин, самая высокая из которых — гора Аддала-Шухгельмеэр, которая имеет абсолютную высоту в 4151 метр над уровнем моря.
Площадь территории района составляет 1178,48 км². Граничит на северо-востоке с Ботлихским, на востоке — с Ахвахским и Шамильским, на юго-востоке — с Тляратинским, на юге — с Цунтинским районами Дагестана, на северо-западе — с Чеченской Республикой (38 км). На западе проходит граница с Грузией (13 км).
Главной водной артерией района является река — Андийское Койсу, берущая своё начало на территории Грузии. Наиболее крупными её притоками на территории района являются реки — Хваршинка, Сильдинка, Саситлинка, Гимерсинка, Гакваринка, Гадиринка, Тиндинка, Хуштадинка.
Климатические условия на территории района выражены неодинаково. Северная часть района является сухой и тёплой, тогда как южная — влажная и холодная. Это связано с перепадом высот, с особенностями рельефа и характером расположения района. Наблюдение за погодой в районе ведёт одна из самых высокогорных метеостанций России — «Сулак, высокогорная», расположенная в верховьях реки Кила на высоте 2923 м.
Территория района на 20 % покрыта лесами различных пород, среди которых преобладают сосна и берёза. Разнообразна фауна и флора района. Наряду с обычными для всего Дагестана дикими животными, здесь обитают такие редкие виды, как безоаровый козёл, занесённый в Красную книгу, а также дагестанский улар и горная серна. Почва в основном каменистая, но местами встречается и чернозём. В районе имеются многочисленные источники термальных и минеральных вод лекарственного значения, которые находятся возле населённых пунктов — Инхоквари, Хвайни, Метрада, Гигатли, Хуштада и др.
Горные вершины
Богосский горный массив, расположенный в пределах Цумадинского района, представляет собой совокупность высоких горных гряд и хребтов, связанных остросеребристыми седловинами и образует чрезвычайно труднодоступный горный ландшафт с заостренными пиками, гребнями и осыпями склонов. Характерной особенностью рельефа Богосского хребта является большая крутизна склонов. Богосс характеризуется распространением как современных, так и древних ледниковых форм рельефа (каров, трогов, ледяных отложений и ледниковых озёр).
В пределах района Богосс самый мощный узел современного оледенения Дагестана. Здесь находятся все одиннадцать пиков четырёхтысячников района: Адалла-Шухгельмеэр — 4151 м, Бочек — 4116 м, Бичуга — 4112 м, Анчобала — 4111 м, Чинисмеэр — 4099 м, Касараку — 4097 м, Беленчи — 4053 м, Осука — 4048 м, Аддала Восточная — 4025 м, Иженамеэр — 4025 м, Тунсада — 4013 м.
Из шести узлов оледенения Богосского хребта пять сосредоточены в Цумадинском районе общей площадью 20 км². Наиболее мощным ледником массива и всего Дагестана является ледник Беленги длиной 3,2 км и толщиной до 170 м.

## История
С 1860-х годов Дагестанская область Российской империи делилась на 9 округов. Деление на округа сохранилось до 1929 года. Территория современного района относилась к Андийскому округу. В 1921 году была образована Дагестанская АССР.
В марте 1926 года южная часть Андийского округа была выделена в отдельный район. Район был образован в порядке эксперимента путём объединения Дидоевского и Ункратлинского участков Андийского округа под названием Ункратль-Дидоевский район. В декабре 1926 года переименован в Эчединский район с центром в селе Эчеда.
В ноябре 1928 года в Дагестанской АССР было введено кантонное деление (26 кантонов) и все округа были упразднены. При этом Эчединский район был упразднён, а территория включена в состав Цумадинского кантона. Цумадинский кантон был образован в старых границах по проекту районирования Дагестана, утвержден 4-й сессией ЦИК ДАССР 6 созыва 22 ноября 1928 года как кантон на территории бывшего Эчединского района и части бывшего Андийского округа. В него вошли все чамалалские селения, за исключением селений Кенхи и близлежащих хуторов, отошедших к Чечне.
Постановлением ВЦИК от 3.06.1929 года кантоны переименованы в районы. В сентябре 1930 года из части сельсоветов, входивших в Тляратинский и Цумадинский районы, был образован Цунтинский район. Президиум ВЦИК утвердил решение 25 декабря 1930 года.
Районный центр вначале был в селе Агвали, с 1932 по 1936 года находился в селе Цумада-Урух, откуда идёт и название района, в 1936 году снова перенесён в село Агвали.

## Население
| 1926    | 1939    | 1959    | 1970    | 1979    | 1989    | 2002    | 2009    | 2010    |
| ------- | ------- | ------- | ------- | ------- | ------- | ------- | ------- | ------- |
| 16 980  | ↗18 065 | ↘14 302 | ↗15 342 | ↗15 382 | ↗16 194 | ↗20 632 | ↗22 623 | ↗23 345 |
| 2011    | 2012    | 2013    | 2014    | 2015    | 2016    | 2017    | 2018    | 2019    |
| ↗23 518 | ↗23 570 | ↗23 995 | ↗24 178 | ↗24 500 | ↗24 716 | ↗25 071 | ↗25 372 | ↗25 690 |
| 2020    | 2021    | 2023    | 2024    | 2025    |         |         |         |         |
| ↗26 021 | ↗26 692 | ↗27 178 | ↗27 493 | ↗27 826 |         |         |         |         |

### Национальный состав
В районе живут аварцы и другие аварские субэтносы — чамалалы, тиндинцы, багулалы, хваршины, дидойцы.
Национальный состав населения по данным Всероссийской переписи населения
 2010 года:
| Народ               | Численность, чел. | Доля от всего населения, % |
| ------------------- | ----------------- | -------------------------- |
| аварцы              | 23 085            | 98,9 %                     |
| * собственно аварцы | 22 159            | 94,9 %                     |
| * тиндалы           | 617               | 2,6 %                      |
| * хваршины          | 309               | 1,4 %                      |
| * чамалалы          | …                 | …                          |
| * багулалы          | …                 | …                          |
| * дидойцы (цезы)    | …                 | …                          |
| другие              | 260               | 1,1 %                      |
| всего               | 23 345            | 100 %                      |

По данным Всероссийской переписи населения 2021 года:
| Народ        | Численность, чел. | Доля от всего населения, % |
| ------------ | ----------------- | -------------------------- |
| аварцы       | 26 374            | 98,81 %                    |
| русские      | 74                | 0,28 %                     |
| даргинцы     | 12                | 0,04 %                     |
| другие       | 140               | 0,52 %                     |
| не указавшие | 90                | 0,34 %                     |
| всего        | 26 692            | 100,00 %                   |

## Территориальное устройство
Цумадинский район в рамках административно-территориального устройства включает сельсоветы и сёла.
В рамках организации местного самоуправления в одноимённый муниципальный район входят 23 муниципальных образования со статусом сельского поселения, которые соответствуют сельсоветам и сёлам.
| №  | Сельское поселение           | Административный центр | Количество населённых пунктов | Население (чел.) | Площадь (км²) |
| -- | ---------------------------- | ---------------------- | ----------------------------- | ---------------- | ------------- |
| 1  | село Агвали                  | село Агвали            | 1                             | ↗3030            | 7,67          |
| 2  | сельсовет Верхнегакваринский | село Верхнее Гаквари   | 2                             | ↗692             | 11,54         |
| 3  | сельсовет Гадиринский        | село Гадири            | 2                             | ↗678             | 2,88          |
| 4  | село Гакко                   | село Гакко             | 1                             | ↗378             | 56,70         |
| 5  | сельсовет Гигатлинский       | село Гигатль           | 3                             | ↗1761            | 37,30         |
| 6  | сельсовет Инхокваринский     | село Инхоквари         | 4                             | ↗834             | 31,87         |
| 7  | сельсовет Кванадинский       | село Кванада           | 2                             | ↗1436            | 14,27         |
| 8  | село Кеди                    | село Кеди              | 1                             | ↘775             | 11,62         |
| 9  | сельсовет Кочалинский        | село Кочали            | 2                             | ↗1043            | 5,77          |
| 10 | село Метрада                 | село Метрада           | 1                             | ↗680             | 14,00         |
| 11 | сельсовет Нижнегакваринский  | село Нижнее Гаквари    | 3                             | ↗895             | 16,88         |
| 12 | сельсовет Нижнехваршининский | село Нижнее Хваршини   | 3                             | ↗777             | 26,81         |
| 13 | село Саситли                 | село Саситли           | 1                             | ↗364             | 16,61         |
| 14 | село Сильди                  | село Сильди            | 1                             | ↗238             | 27,99         |
| 15 | сельсовет Тиндинский         | село Тинди             | 13                            | ↗3953            | 78,11         |
| 16 | село Тисси                   | село Тисси             | 1                             | ↘662             | 0,69          |
| 17 | село Тлондода                | село Тлондода          | 1                             | ↗591             | 14,26         |
| 18 | сельсовет Хваршинский        | село Хварши            | 2                             | ↗1101            | 53,35         |
| 19 | село Хушет                   | село Хушет             | 1                             | ↗969             | 27,32         |
| 20 | сельсовет Хуштадинский       | село Хуштада           | 3                             | ↗2455            | 34,36         |
| 21 | сельсовет Цумадинский        | село Цумада            | 3                             | ↗593             | 0,73          |
| 22 | сельсовет Шавинский          | село Шава              | 5                             | ↗2260            |               |
| 23 | сельсовет Эчединский         | село Эчеда             | 2                             | ↘1247            | 1,01          |

## Населённые пункты
В районе 58 сельских населённых пунктов:
| №  | Населённый пункт  | Тип  | Население | Сельское поселение           |
| -- | ----------------- | ---- | --------- | ---------------------------- |
| 1  | Агвали            | село | ↗3243     | село Агвали                  |
| 2  | Акнада            | село | ↘47       | сельсовет Тиндинский         |
| 3  | Ангида            | село | ↗23       | сельсовет Тиндинский         |
| 4  | Аркаскент         | село | ↗199      | сельсовет Шавинский          |
| 5  | Аща               | село | ↗63       | сельсовет Тиндинский         |
| 6  | Батлахатли        | село | ↗8        | сельсовет Гигатлинский       |
| 7  | Бехвалутчи        | село | ↘17       | сельсовет Тиндинский         |
| 8  | Верхнее Гаквари   | село | ↗469      | сельсовет Верхнегакваринский |
| 9  | Верхнее Инхоквари | село | ↗165      | сельсовет Инхокваринский     |
| 10 | Верхнее Хваршини  | село | ↗292      | сельсовет Нижнехваршининский |
| 11 | Гадайчи           | село | ↘133      | сельсовет Тиндинский         |
| 12 | Гадири            | село | ↗528      | сельсовет Гадиринский        |
| 13 | Гакко             | село | ↗398      | село Гакко                   |
| 14 | Гачитли           | село | ↘115      | сельсовет Гадиринский        |
| 15 | Гвиначи           | село | ↗63       | сельсовет Тиндинский         |
| 16 | Гигатли-Урух      | село | ↘253      | сельсовет Гигатлинский       |
| 17 | Гигатль           | село | ↗1421     | сельсовет Гигатлинский       |
| 18 | Гигих             | село | ↗166      | сельсовет Кочалинский        |
| 19 | Гимерсо           | село | ↗298      | сельсовет Кванадинский       |
| 20 | Гундучи           | село | →0        | сельсовет Тиндинский         |
| 21 | Инхоквари         | село | ↗303      | сельсовет Инхокваринский     |
| 22 | Кванада           | село | ↘1116     | сельсовет Кванадинский       |
| 23 | Квантлада         | село | ↗99       | сельсовет Инхокваринский     |
| 24 | Кеди              | село | ↗806      | село Кеди                    |
| 25 | Кочали            | село | ↗833      | сельсовет Кочалинский        |
| 26 | Метрада           | село | ↗697      | село Метрада                 |
| 27 | Мухарх            | село | ↘47       | сельсовет Тиндинский         |
| 28 | Нижнее Гаквари    | село | ↗595      | сельсовет Нижнегакваринский  |
| 29 | Нижнее Хваршини   | село | ↗403      | сельсовет Нижнехваршининский |
| 30 | Ричаганих         | село | ↗238      | сельсовет Цумадинский        |
| 31 | Сантлада          | село | ↗215      | сельсовет Инхокваринский     |
| 32 | Санух             | село | ↗51       | сельсовет Тиндинский         |
| 33 | Саситли           | село | ↗378      | село Саситли                 |
| 34 | Сильди            | село | ↗249      | село Сильди                  |
| 35 | Талитель          | село | ↗617      | сельсовет Шавинский          |
| 36 | Тенла             | село | ↘41       | сельсовет Тиндинский         |
| 37 | Тинди             | село | ↗2711     | сельсовет Тиндинский         |
| 38 | Тисси             | село | ↗681      | село Тисси                   |
| 39 | Тисси-Ахитли      | село | ↗573      | сельсовет Тиндинский         |
| 40 | Тленхори          | село | ↗643      | сельсовет Хуштадинский       |
| 41 | Тлондода          | село | ↗591      | село Тлондода                |
| 42 | Ургула            | село | ↗254      | сельсовет Шавинский          |
| 43 | Халих             | село | ↘44       | сельсовет Тиндинский         |
| 44 | Хвайни            | село | ↘249      | сельсовет Эчединский         |
| 45 | Хварши            | село | ↘147      | сельсовет Хваршинский        |
| 46 | Хонох             | село | ↗910      | сельсовет Хваршинский        |
| 47 | Хушет             | село | ↗1058     | село Хушет                   |
| 48 | Хуштада           | село | ↗1081     | сельсовет Хуштадинский       |
| 49 | Цидатль           | село | ↗261      | сельсовет Нижнегакваринский  |
| 50 | Цихалах           | село | ↗59       | сельсовет Нижнехваршининский |
| 51 | Цумада            | село | ↗119      | сельсовет Цумадинский        |
| 52 | Цумада-Урух       | село | ↗249      | сельсовет Цумадинский        |
| 53 | Цунди             | село | ↘13       | сельсовет Нижнегакваринский  |
| 54 | Чало              | село | ↗617      | сельсовет Хуштадинский       |
| 55 | Шава              | село | ↗1445     | сельсовет Шавинский          |
| 56 | Шугури            | село | ↗320      | сельсовет Шавинский          |
| 57 | Эгдада            | село | ↘174      | сельсовет Верхнегакваринский |
| 58 | Эчеда             | село | ↘951      | сельсовет Эчединский         |

Кутаны
Сёла Аркаскент, Шава, Шугури представляют собой отдалённые анклавы Цумадинского района на территории равнинного Бабаюртовского района, а село Чало — на территории равнинного Хасавюртовского района.

## Экономика
Экономика ныне развито слабо. Большинство колхозов в начале 1990-х развалились. Ныне функционируют молочные фермы, на полях выращивается картофель, в некоторых сёлах разбиты сады — яблочные, грушёвые и абрикосовые.

## Культура
Издаётся районная газета — «Цӏумадисезул гьаракь» (Голос Цумады), публикующаяся в основном на аварском языке.

## Связь
В районе в сфере телетрансляции ловит 1-мультиплекс (10 цифровых телевизионных федеральных каналов). Многие жители пользуются спутниковым телевидением.
Начиная с 2006 года наблюдается распространение использования сети Интернет среди молодёжи и учреждениями через спутниковый GPRS-асимметричный канал.

## Известные уроженцы
Родившиеся в Цумадинском районе:

## Комментарии
Комментарии
1. ↑  авар. Цӏумада мухъ, агул. ЦIумада район, азерб. Tsumada rayonu, дарг. ЦIумадала къатI, кум. Цумада якъ, лак. ЦIумадал кIану, лезг. ЦIумада район, ног. Цумада район, рут. ЦIумада район, таб. ЦIумада район, татск. Цумада район, цахур. ЦIумада район, чечен. ЦIумадан кIошт.
2. ↑  Согласно конституции Дагестана, государственными языками на территории республики являются — русский, аварский, агульский, азербайджанский, даргинский, кумыкский, лакский, лезгинский, ногайский, рутульский, табасаранский, татский, цахурский и чеченский языки.

Примечания
1. 1 2 3 4 5 6 7 8 9 10 11 12 13 14 15 16 17 18 19 20 21 22 23  Республика Дагестан. Общая площадь земель муниципального образования. Дата обращения: 19 марта 2018. Архивировано 6 августа 2017 года.
2. 1 2 3 4 5 6 7 8 9 10 11 12 13 14 15 16 17 18 19 20 21 22 23 24 25 26  Численность постоянного населения Российской Федерации по муниципальным образованиям на 1 января 2025 года — М.: Росстат, 2025.
3. ↑  Районированный Дагестан — Махачкала: 1930.
4. ↑  Этносостав населения Дагестана
5. 1 2 3 4  Национальный состав населения городов, посёлков, районов и сельских населённых пунктов Дагестанской АССР по данным Всесоюзных переписей 1 — 1990.
6. ↑  Всероссийская перепись населения 2002 года. Численность населения субъектов Российской Федерации, районов, городских поселений, сельских н
7. ↑  Численность постоянного населения Российской Федерации по городам, посёлкам городского типа и районам на 1 января 2009 года
8. ↑  Всероссийская перепись населения 2010 года. Таблица № 11. Численность населения городских округов, муниципальных районов, городских и сельск
9. ↑  Оценка численности постоянного населения на 1 января 2011 года
10. ↑  Численность населения Российской Федерации по муниципальным образованиям. Таблица 35. Оценка численности постоянного населения на 1 январ
11. ↑  Численность населения Российской Федерации по муниципальным образованиям на 1 января 2013 года. Таблица 33. Численность населения городских округов, муниципальных районов, городских и сельских поселений, городских населённых пунктов, сельских населённых пунктов — Росстат, 2013. — 528 с.
12. ↑  Численность населения на 1 января 2014 года по сельским поселениям Республики Дагестан
13. ↑  Численность населения Российской Федерации по муниципальным образованиям на 1 января 2015 года
14. ↑  Численность населения Российской Федерации по муниципальным образованиям на 1 января 2016 года — 2018.
15. ↑  Численность населения Российской Федерации по муниципальным образованиям на 1 января 2017 года — М.: Росстат, 2017.
16. ↑  Численность населения Российской Федерации по муниципальным образованиям на 1 января 2018 года — М.: Росстат, 2018.
17. ↑  Численность населения Российской Федерации по муниципальным образованиям на 1 января 2019 года
18. ↑  Численность населения Российской Федерации по муниципальным образованиям на 1 января 2020 года
19. 1 2 3 4 5 6 7 8 9  Итоги Всероссийской переписи населения 2020 года (по состоянию на 1 октября 2021 года)
20. ↑  Численность населения Российской Федерации по муниципальным образованиям на 1 января 2023 года. Дата обращения: 1 марта 2024.
21. ↑  Численность постоянного населения Российской Федерации по муниципальным образованиям на 1 января 2024 года — Росстат, 2024.
22. ↑  Этнокарта Западного Дагестана. Андо-цезские языки. Дата обращения: 22 октября 2011. Архивировано 10 октября 2014 года.
23. ↑  ВПН том 3. Таблица 4. Население по национальности и владению русским языком по городским округам и муниципальным районам республики Дагестан. Дата обращения: 26 октября 2019. Архивировано из оригинала 11 октября 2017 года.
24. 1 2 3  Оценочно: Цумадинский район является исторической родиной для ряда андо-цезских народностей. Многие из них себя идентифицируют как аварцы, многие — были переселены в сер. XX века на равнинный Дагестан и также стали себя идентифицировать с аварцами или ассимилировались.
25. ↑  Перепись 2021 года. Дагстат. Том 5. Национальный состав населения Республики Дагестан по городским округам и муниципальным районам. dagstat.gks.ru. Дата обращения: 11 июля 2023. Архивировано 8 июля 2023 года.
26. ↑  Закон Республики Дагестан от 10 апреля 2002 года N 16 «Об административно-территориальном устройстве Республики Дагестан». Дата обращения: 23 сентября 2016. Архивировано 2 апреля 2018 года.
27. 1 2  Единый реестр административно-территориальных единиц Республики Дагестан от 27.07.2018 № 00. Дата обращения: 19 июня 2020. Архивировано 22 июня 2020 года.
28. 1 2  Закон Республики Дагестан от 13 января 2005 года № 6 «О статусе муниципальных образований Республики Дагестан». Дата обращения: 21 июня 2022. Архивировано 7 апреля 2022 года.
29. 1 2 3 4 5 6 7 8 9 10 11 12 13 14 15 16 17 18 19 20 21 22 23 24 25 26 27 28 29 30 31 32 33 34 35 36 37 38 39 40 41 42 43 44 45 46 47 48 49  1.5. Численность населения городских округов, муниципальных районов, муниципальных округов, городских и сельских поселений, городских населённых пунктов, сельских населённых пунктов Республики Дагестан. Итоги Всероссийской переписи населения 2020 года (на 1 октября 2021 года). Дата обращения: 25 июня 2024.